# Pi (album Wojciecha Pilichowskiego)
Pi – album studyjny polskiego basisty Wojciecha Pilichowskiego. Wydawnictwo ukazało się 10 września 2001 roku nakładem wytwórni muzycznej Pomaton EMI.
Wśród gości na płycie znaleźli się m.in. Kasia Kowalska, Sylwia Wiśniewska i Funky Filon. Na płycie zagrali ponadto gitarzyści Marek Raduli, Ryszard Sygitowicz, Michał Grymuza i Sebastian Piekarek oraz perkusiści Michał Dąbrówka i Tomasz Łosowski. Na instrumentach klawiszowych zagrał Wojciech Olszak.

## Lista utworów
Opracowano na podstawie materiału źródłowego.
1. „Wygadany bas”
2. „42”
3. „Goo goo” (gościnnie: Kasia Kowalska)
4. „Za-X”
5. „O.H.” (gościnnie: Single Asa)
6. „Skit polityczny”
7. „Protocol” (gościnnie: Cyklop)
8. „15/13/11”
9. „Western Grochów”
10. „Masz odwagę?” (gościnnie: Kasia Kowalska, Funky Filon)
11. „Twoje 4 strony” (gościnnie: Sylwia Wiśniewska)
12. „Nowe Hi Fi”
13. „Cienielubię” (gościnnie: Reni Jusis)
14. „Autumn leaves”
15. „CTA” (gościnnie: Wójeksamozło)
16. „Prezentacja”
17. „Johny Pulpo” (gościnnie: Funky Filon)
18. „Magic World N.” (gościnnie: Nuna)
19. „Efobluz”
20. „KOT” (gościnnie: Single Asa)
21. „O.H. (House Remix)” (gościnnie: Single Asa)